# Reforma eclesiástica de Pedro, o Grande

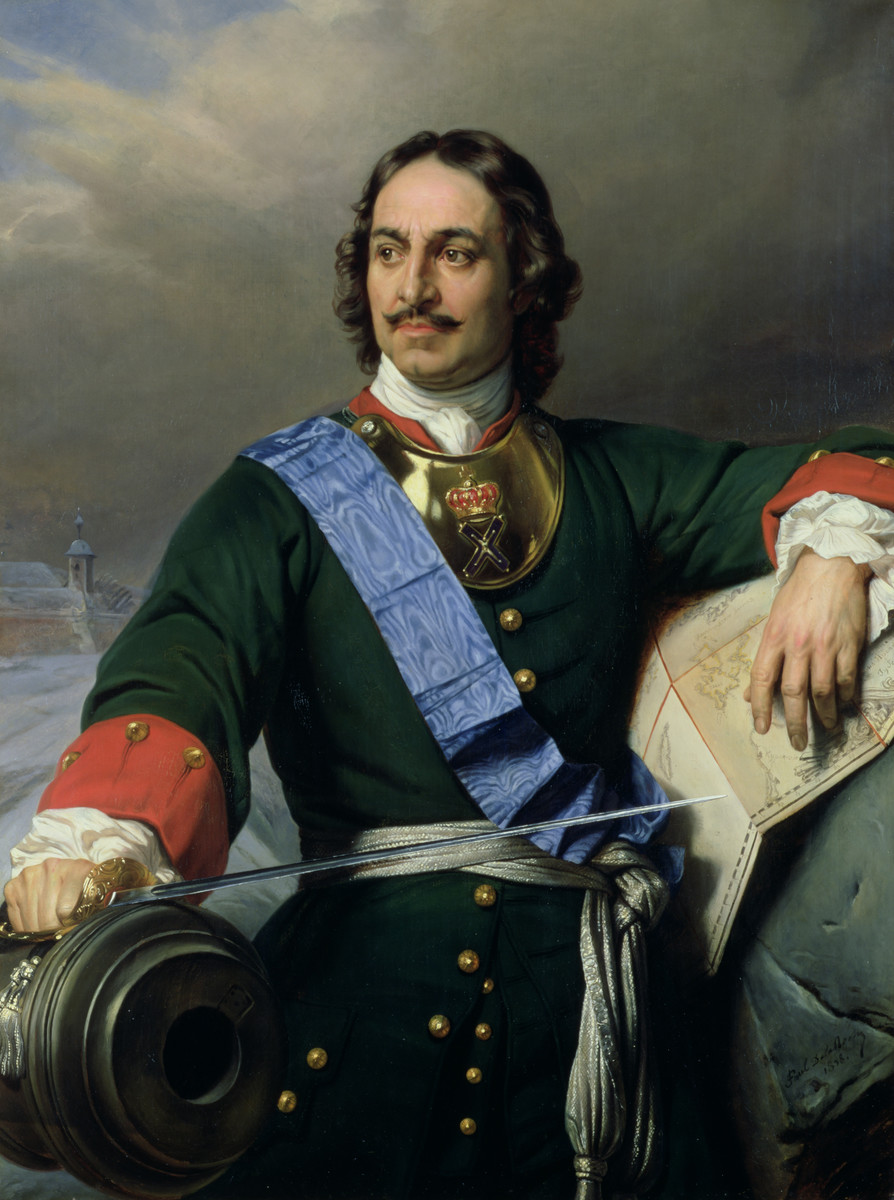
Pedro I, Imperador e Autocrata de Todas as Rússias (retrato de Paul Delaroche, 1838).

A Reforma eclesiástica de Pedro, o Grande, foram medidas implementadas por Pedro I, no início do séc. XVIII, que, de acordo com pesquisadores, foram uma tentativa de introduzir na Rússia os princípios básicos do protestantismo, mudando radicalmente o sistema de governança da Igreja Ortodoxa Russa e dando início ao período sinodal na história da mesma.